# 앨리스 리들

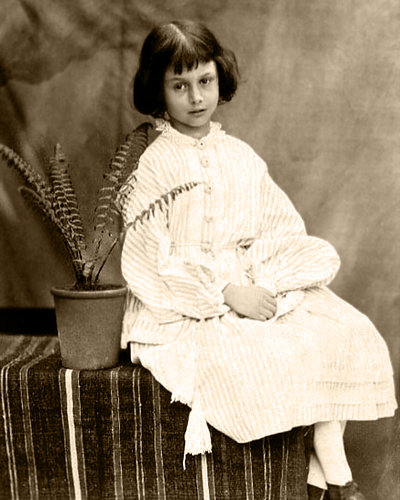
앨리스 리들

앨리스 플레전스 리들(Alice Pleasance Liddell, 1852년 5월 4일 런던 웨스트민스터 ~ 1934년 11월 16일)은 영국 상류층 출신의 여성이다. 결혼 후 이름은 앨리스 하그리브스(Alice Hargreaves)이다. 루이스 캐럴의 《이상한 나라의 앨리스》의 주인공 앨리스의 모델로 알려져 있다.